# Martin Sandberger
 Martin Sandberger  (né à Berlin le 17 août 1911 - mort à Stuttgart le 30 mars 2010) est un Standartenführer-SS (colonel) qui commanda le Sonderkommando 1a de l'Einsatzgruppe A dirigé par le Brigadeführer Stahlecker. Colonel SS, Martin Sandberger est également chef de la Sicherheitspolizei et du SD en Estonie, et joue donc un rôle significatif dans l'extermination des Juifs dans les États baltes. Il exerce aussi en Italie, organisant la déportation des Juifs vers Auschwitz. Martin Sandberger est condamné à mort lors du procès des Einsatzgruppen à Nuremberg en 1948, mais sa peine est commuée en prison à perpétuité en 1952. Il est libéré en 1958 par le Comité des grâces. Il exerce alors à nouveau comme juriste pour l'entreprise Lechler (de), franchissant les échelons de la hiérarchie jusqu'à en être l'un de ses dirigeants.

## Jeunesse et ascension
Fils d'un directeur d'IG Farben, il étudie le droit à Munich, Cologne, Fribourg et Tübingen.
En 1931, âgé de 20 ans, il adhère au NSDAP et à ses sections spéciales, les SA, devenant alors un leader nazi du mouvement étudiant à Tübingen. Le 8 mars 1933, avec son camarade Erich Ehrlinger, qui sera plus tard aussi responsable d'un Einsatzkommando en 1941, il hisse le drapeau nazi devant le bâtiment principal de l'Université de Tübingen.
Docteur en droit en 1935, il devient inspecteur d'université grâce à son emploi de permanent à l'Union des étudiants nationaux-socialistes. En 1936, il adhère à la SS ainsi qu'à sa police spéciale, la SD, à Württemberg, étant sous les ordres de Gustav Adolf Scheel. Il gravit rapidement les échelons dans la hiérarchie, devenant Sturmbannführer-SS (major) dès 1938.
Parallèlement, il travaille comme juge adjoint pour le Ministère de l'intérieur du Wurtemberg, et devient conseiller du gouvernement en 1937.

## Seconde Guerre mondiale
Le 13 octobre 1939, après le début de la campagne de Pologne, le Reichsführer Himmler le nomme chef du Bureau d'immigration central du nord-est (Einwandererzentralstelle Nord-Ost), chargé de l'« évaluation raciale » (rassische Bewertung). Sandberger est ensuite nommé chef du Sonderkommando 1a (ou Einsatzkommando) en juin 1941, qui dépendait de l'Einsatzgruppe A dirigé par Stahlecker. Il voyage avec celui-ci durant les deux premières semaines de l'invasion de l'URSS. Il gère par ailleurs depuis mars 1941 des affaires pour le RSHA et dirige l'organisation du cursus scolaire (Lehrplangestaltung der Schulen).
Selon ses déclarations lors du procès des Einsatzgruppen en 1948, il a appris l'existence de l'ordre du Führer ordonnant l'extermination des Juifs de Bruno Streckenbach, officier du RSHA IV (la section où travaillait Adolf Eichmann, chargée des « affaires juives »),. Outre un discours public à ce sujet, Streckenbach lui a donné des instructions personnelles pour l'« élimination des Juifs, Tsiganes et fonctionnaires communistes (...) et tout autre élément pouvant mettre en danger la sécurité ».

### Mission en Estonie
Sandberger entre à Riga avec les Einsatzkommandos la et 2, qui participent à l'incendie des synagogues et aux massacres aux côtés du Sonderkommando Arājs. Il est en Estonie avec pour mandat clair, selon ses déclarations lors de son procès, d'appliquer l'ordre du Führer d'extermination des « ennemis du Reich ». Le 10 septembre 1941, il promulgue un ordre général pour l'internement des Juifs. 450 d'entre eux sont transférés au camp de concentration de Pskov puis assassinés. Le 3 décembre 1941, il devient commandant de la Sicherheitspolizei et du SD pour l'Estonie.

### Italie et chef du service de renseignements extérieurs
De retour en Allemagne en septembre 1943, il est nommé à l'automne chef de la Gestapo à Vérone, où il organise la déportation vers Auschwitz.
En janvier 1944, il est nommé à la tête du Bureau des Renseignements extérieurs du RSHA (VI-A, Organisation des Auslandsnachrichtendienstes), répondant directement de ses actes devant Walter Schellenberg et gardant le compte interne de l'organisation. En tant que premier assistant de Schellenberg, il lui sert d'homme de liaison avec Himmler.

## Après-guerre
Son accès à des informations hautement classifiées le pousse à tenter d'empêcher ou au moins à retarder son inculpation lorsqu'il est détenu comme prisonnier de guerre par les Britanniques.
Mais, avec la découverte de documents concernant les Einsatzgruppen, le rôle criminel de Sandberger devient apparent aux yeux des Alliés, et il est inculpé pour crimes contre l'humanité, crimes de guerre et appartenance à une organisation criminelle (la SS) lors du procès des Einsatzgruppen à Nuremberg en 1948. Le tribunal considère notamment que Sandberger était responsable des forces auxiliaires estoniennes et qu'il a volontairement appliqué l'ordre du Führer ordonnant l'extermination des Juifs, Tziganes, communistes, handicapés, etc.
Le juge Michael Musmanno le reconnaît ainsi coupable de ces trois chefs d'accusation en septembre 1947, ce qui lui vaut la peine capitale par pendaison.
Malgré des pressions politiques, cette sentence est confirmée en 1949 par le général Lucius D. Clay mais elle est commuée en 1951 en emprisonnement à perpétuité par un conseil réuni sous l'autorité de John J. McCloy, Haut Commissionnaire des États-Unis pour l'Allemagne et chargé à ce titre de la dénazification,. Le sénateur américain William Langer (en), du Dakota du Nord, a notamment poussé McCloy en ce sens, un grand nombre de ses électeurs étant d'origine allemande tandis qu'il pensait lui-même que juger des nazis autres que les chefs suprêmes aurait été contraire à la tradition juridique américaine et aurait aidé le communisme.
Par ailleurs, le père de Sandberger, à la retraite de ses fonctions de direction à IG Farben, compagnie elle-même fortement impliquée dans le nazisme, fait appel à Theodor Heuss, président fédéral d'Allemagne et ami de celui-ci,. Theodor Heuss lui-même contacte l'ambassadeur américain James B. Conant en lui demandant de gracier l'ex-Standartenführer. D'autres politiques influents se prononcent en sa faveur, dont Carlo Schmid, vice-président du parlement et ancien professeur de Sandberger à Tübingen, ; Gebhard Müller, ministre-président du Bade-Wurtemberg; Wolfgang Haußmann (de), ministre de la Justice, et Martin Haug (de), Landesbischof (en). La pression politique aidant, ainsi que le temps et les conditions de la guerre froide, il ne reste à la fin de l'année 1957 plus que quatre criminels de guerre nazis en prison en RFA, dont Sandberger. Il est libéré le 9 janvier 1958 de la prison de Landsberg.
Il reprend alors son activité de juriste pour l'entreprise Lechler, spécialiste des techniques de pulvérisation, en devenant l'un de ses dirigeants. Lorsque le Centre national d'enquêtes sur les crimes de guerre nazis de Ludwigsburg tente de le faire rejuger en 1970, son avocat Fritz Steinacker, qui avait défendu Josef Mengele, fait valoir le principe de la chose jugée, empêchant toute nouvelle poursuite. Bien que la publication des archives du bloc de l'Est après la chute du mur de Berlin ait apporté de nouveaux éléments dans le dossier Sandberger, ceux-ci ne furent pas considérés suffisants pour justifier un nouveau procès. Sandberger n'a jamais exprimé publiquement de remords concernant les crimes commis lorsqu'il était en Estonie et en Italie. Il a fini les dernières années de sa vie dans l'une des meilleures maisons de retraites d'Allemagne.

### Sources judiciaires
- Stahlecker, Franz W., "Comprehensive Report of Einsatzgruppe A Operations up to 15 October 1941", Exhibit L-180, translated in part and reprinted in Office of the United States Chief of Counsel For Prosecution of Axis Criminality, Nazi Conspiracy and Aggression, Volume VII, pages 978-995, USGPO, Washington DC 1946 ("Red Series")
- Trials of War Criminals before the Nuernberg Military Tribunals under Control Council Law No. 10, Nuernberg, October 1946 - April 1949, Volume IV, ("Green Series) (the "Einsatzgruppen case") also available at Mazel library (well indexed HTML version)

### Source originale
- (en) Cet article est partiellement ou en totalité issu de l’article de Wikipédia en anglais intitulé « Martin Sandberger » (voir la liste des auteurs).